# Greg Martin
Pas d'image ? Cliquez ici

a Compétitions nationales et continentales officielles uniquement.

b Matchs officiels uniquement.
Dernière mise à jour le 4 février 2025.
Gregory (Greg) John Martin, né le 30 juin 1963 à Brisbane, est un ancien joueur de rugby à XV qui a joué avec l'équipe d'Australie. Il évoluait au poste d'arrière.

## Carrière
Greg Martin dispute son premier test match le 1er juillet 1989 contre les Lions britanniques. Son dernier test match est contre la Nouvelle-Zélande, le 21 juillet 1990.

## Palmarès
- 9 test matchs avec l'équipe d'Australie